# Top Gun: Maverick (banda sonora)
Top Gun: Maverick (Music from the Motion Picture) es la banda sonora de la película de acción de 2022 del mismo nombre. Compuesta por Lorne Balfe, Harold Faltermeyer, Lady Gaga, y Hans Zimmer, consiste de la música cinematográfica de la película, así como también de dos canciones originales, «Hold My Hand» de Gaga y «I Ain't Worried» de OneRepublic, las cuales se publicaron como sencillos antes del álbum. La banda sonora contiene la canción «Danger Zone» de Kenny Loggins, que también apareció en la primera película. La banda sonora fue lanzada el 27 de mayo de 2022 a través de Interscope Records en formatos digitales y físicos.

## Desarrollo
Para junio de 2017, el compositor de Top Gun, Harold Faltermeyer, había regresado para componer la música de la secuela. Más tarde, en octubre de 2018, Hans Zimmer se unió a Faltermeyer para componer la banda sonora de la película, acompañado por Lorne Balfe y Lady Gaga también se unió a la película más tarde. Zimmer produjo un nuevo tema original para la película que apareció en el tráiler de febrero de 2022 y fue interpretado por el guitarrista Johnny Marr. Marr afirmó que el tema fue “completamente accidental” y no vio la vista previa de la película antes de la música. Hablando en una entrevista a Variety, Marr dijo: “Creo que hubo algún problema con la forma en que sonaba el tema, y yo estaba cerca y tenía una guitarra. Realmente fue tan simple como eso”. El líder de Twenty One Pilots, Tyler Joseph, dijo que se informó que su banda aparecería en la banda sonora, antes de que Tom Cruise los expulsara. El músico Kenny Loggins confirmó que «Danger Zone», la cual se usó en la primera película, aparecería en la secuela. «Great Balls of Fire», otra canción de la primera película interpretada por Jerry Lee Lewis, también apareció en la secuela. La canción es interpretada por Miles Teller, quien interpreta al teniente Bradley “Rooster” Bradshaw.
El 27 de abril de 2022, Gaga anunció que había escrito y grabado la canción «Hold My Hand», que serviría como tema principal de la película, además de producir la partitura. Gaga dijo que trabajó en la canción durante años y que “ni siquiera se dio cuenta de las múltiples capas que abarcaba el corazón de la película, mi propia psique y la naturaleza del mundo en el que hemos estado viviendo” mientras la escribía. La canción, publicada como sencillo el 3 de mayo de 2022, fue coescrita con Benjamin Rice y BloodPop. Otro sencillo, «I Ain't Worried» de OneRepublic fue lanzado el 13 de mayo. Fue enviada a la contemporary hit radio de Estados Unidos el 21 de junio de 2022. La banda sonora fue publicada el 27 de mayo de 2022 por Interscope Records.

## Recepción
La banda sonora recibió críticas positivas, con Pete Hammond de Deadline Hollywood, Brian Lloyd de Entertainment.ie, Tomris Larfy de RogerEbert.com y Chris Bumbray de JoBlo.com llamando a la música compuesta por Faltermeyer, Gaga, Balfe y Zimmer como “uno de los aspectos positivos de la película”. Zanobard Reviews declaró que “la banda sonora de Top Gun: Maverick es una experiencia musical completamente entretenida e increíblemente nostálgica de principio a fin”.

## Lista de canciones
Todas las canciones interpretadas por Lorne Balfe, Harold Faltermeyer, Lady Gaga, y Hans Zimmer, excepto donde esta anotado.

| N.º   | Título                                             | Escritor(es)                                                                | Artista(s)                       | Duración |  |
| 1.    | «Main Titles (You've Been Called Back to Top Gun)» | Harold Faltermeyer                                                          |                                  | 2:30     |  |
| 2.    | «Danger Zone»                                      | Giorgio Moroder Tom Whitlock                                                | Kenny Loggins                    | 3:36     |  |
| 3.    | «Darkstar»                                         | Faltermeyer Lorne Balfe                                                     |                                  | 3:01     |  |
| 4.    | «Great Balls of Fire» (live)                       | Jack Hammer Otis Blackwell                                                  | Miles Teller                     | 1:55     |  |
| 5.    | «You're Where You Belong / Give 'Em Hell»          | Hans Zimmer Michael Tucker Stefani Germanotta                               |                                  | 5:46     |  |
| 6.    | «I Ain't Worried»                                  | Ryan Tedder Brent Kutzle Tyler Spry Peter Morén Björn Yttling John Eriksson | OneRepublic                      | 2:28     |  |
| 7.    | «Dagger One Is Hit / Time to Let Go»               | Faltermeyer Zimmer Balfe Max Aruj                                           |                                  | 5:06     |  |
| 8.    | «Tally Two / What's the Plan / F-14»               | Andrew Kawczynski Zimmer Balfe                                              |                                  | 4:34     |  |
| 9.    | «The Man, the Legend / Touch Down»                 | Zimmer Faltermeyer Tucker Germanotta                                        |                                  | 3:54     |  |
| 10.   | «Penny Returns» (interlude)                        | Zimmer Tucker Germanotta                                                    |                                  | 2:47     |  |
| 11.   | «Hold My Hand»                                     | Tucker Germanotta                                                           | Lady Gaga                        | 3:45     |  |
| 12.   | «Top Gun Anthem»                                   | Faltermeyer                                                                 | Harold Faltermeyer Steve Stevens | 2:28     |  |
| 43:35 |                                                    |                                                                             |                                  |          |  |

Las canciones que no están incluidas en la banda sonora, pero que aparecen en la película, incluyen las siguientes:
- Hank Williams – "Your Cheatin' Heart" – Suena en el restaurante de la pequeña ciudad después de que Maverick estrelló el Darkstar
- David Bowie – "Let's Dance" – Se reproduce en la máquina de discos en el bar Hard Deck
- T. Rex – "Bang a Gong (Get It On)"  – Se reproduce en la máquina de discos en el bar
- Otis Redding & Carla Thomas – "Tramp" – Se reproduce en la máquina de discos en el bar cuando Rooster aparece por primera vez
- Foghat – "Slow Ride" – Se reproduce en la máquina de discos en el bar seleccionada por Hangman
- The Who – "Won't Get Fooled Again" – Suena en el primer montaje de entrenamiento

## Posicionamiento
| Gráfica (2022)                               | Pico de posición |
| -------------------------------------------- | ---------------- |
| Australia (ARIA)                             | 11               |
| Austria (Ö3 Austria)                         | 7                |
| Bélgica (Flandes) (Ultratop 200 Albums)      | 18               |
| Bélgica (Valonia) (Ultratop 200 Albums)      | 15               |
| Canadá (Billboard Canadian Albums)           | 27               |
| Croacia (HDU)                                | 12               |
| República Checa (ČNS IFPI)                   | 58               |
| Países Bajos (Album Top 100)                 | 85               |
| Finlandia (Suomen virallinen lista)          | 20               |
| Francia (SNEP)                               | 17               |
| Alemania (Offizielle Top 100)                | 16               |
| Irlanda (Ireland Compilation Albums)         | 3                |
| Italia (FIMI)                                | 74               |
| Japón (Oricon Albums Chart)                  | 2                |
| Japón (Billboard Japan Hot Albums)           | 4                |
| Lituania (AGATA)                             | 22               |
| Nueva Zelanda (Recorded Music NZ)            | 16               |
| Noruega (VG-lista)                           | 8                |
| Polonia (ZPAV)                               | 19               |
| Portugal (AFP)                               | 1                |
| Corea del Sur (Circle Album Chart)           | 60               |
| España (PROMUSICAE)                          | 57               |
| Suiza (Schweizer Hitparade)                  | 3                |
| Reino Unido (UK Compilation Chart)           | 1                |
| Reino Unido (UK Digital Albums)              | 3                |
| Reino Unido (UK Soundtrack Albums)           | 1                |
| Estados Unidos (Billboard 200)               | 17               |
| Estados Unidos (Billboard Soundtrack Albums) | 2                |

## Historial de lanzamiento
| Región | Fecha                   | Formato                       | Discográfica | Ref.   |
| ------ | ----------------------- | ----------------------------- | ------------ | ------ |
| Varios | 27 de mayo de 2022      | CD descarga digital streaming | Interscope   | [ 6 ]  |
| Varios | 18 de noviembre de 2022 | LP                            | Interscope   | [ 55 ] |